# Macrosetella oculata
Macrosetella oculata is een eenoogkreeftjessoort uit de familie van de Miraciidae. De wetenschappelijke naam van de soort werd in 1916 voor het eerst geldig gepubliceerd door Georg Ossian Sars.